# Zeeleguaan

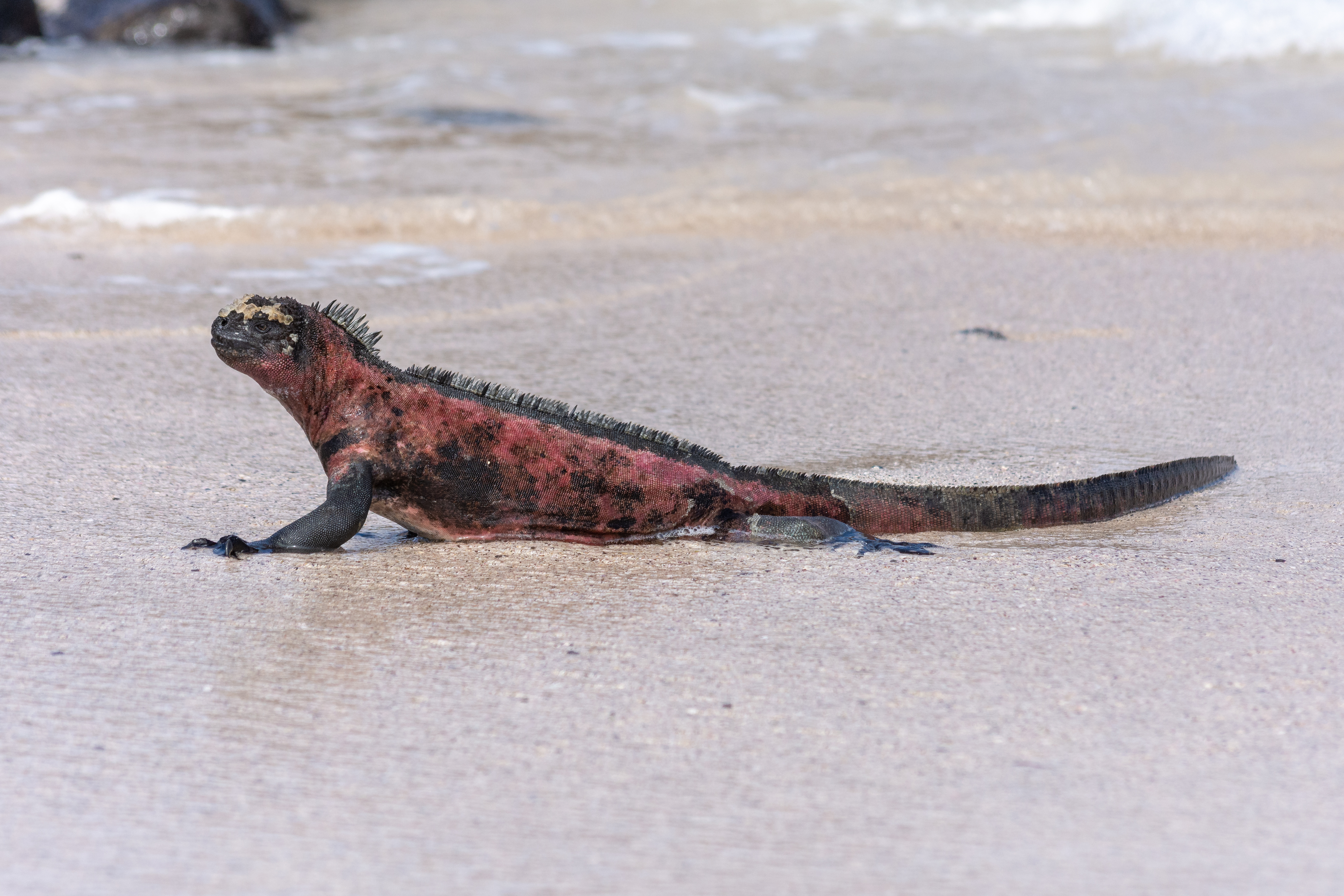
Zeeleguaan

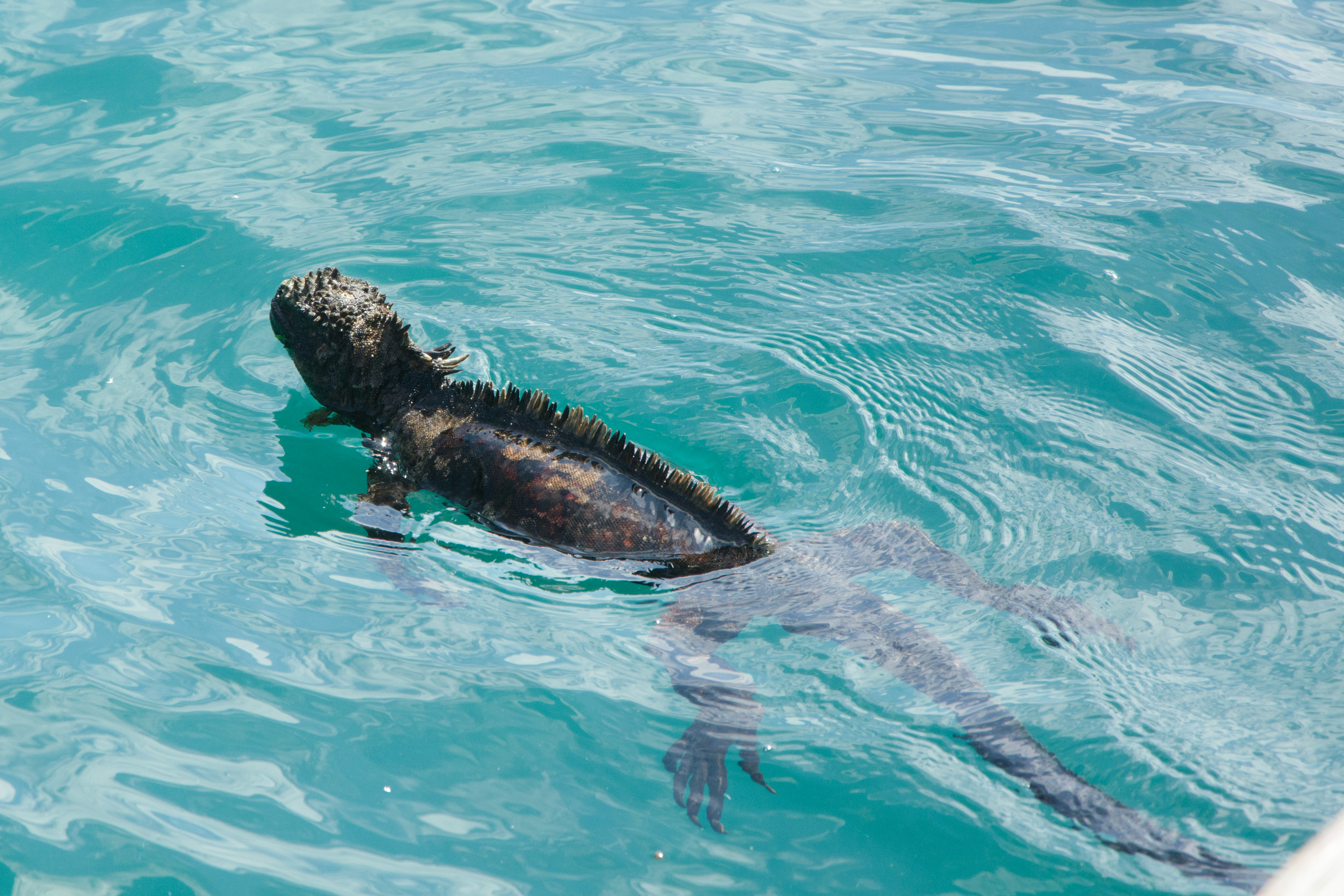
Zeeleguaan in zee

De zeeleguaan, ook wel zeehagedis (Amblyrhynchus cristatus) is een hagedis uit de familie leguanen (Iguanidae).
De zeeleguaan wordt beschouwd als een unieke soort vanwege zijn gespecialiseerde levenswijze en voedselbehoefte. De zeeleguaan is de enige hagedis die zijn voedsel uit de zee haalt en uitsluitend van algen leeft. De hagedis kan ook behoorlijk diep duiken en heeft speciale klieren om van het overtollige zout in het voedsel af te komen. In tegenstelling tot andere hagedissen leven de dieren in grote groepen, waarbij ze een grote tolerantie voor soortgenoten hebben. De zeeleguaan moet eerst op temperatuur komen door te zonnen voordat onder water naar voedsel kan worden gezocht.
De wetenschappelijke naam van de leguaan is Amblyrhynchus cristatus, het is de enige soort uit het monotypische geslacht Amblyrhynchus. De zeeleguaan komt alleen voor op de Galapagoseilanden.

## Verspreiding en habitat

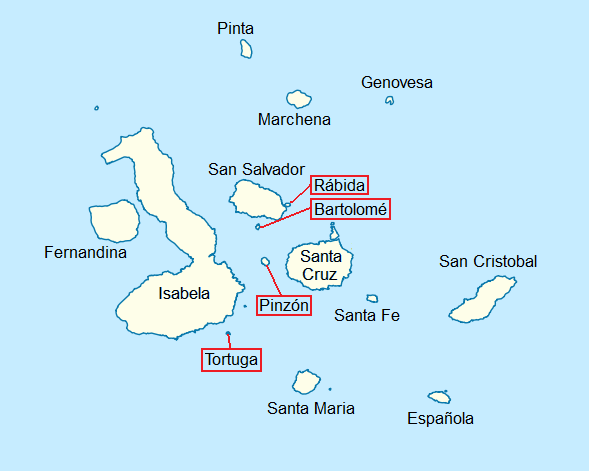
Een overzicht van de Galapagoseilanden.

De zeeleguaan leeft endemisch op de Galapagoseilanden en komt nergens anders ter wereld voor. De Galapagoseilanden zijn een eilandengroep bestaande uit enkele grote eilanden en vele kleinere eilandjes. Het hoofdeiland is Isabela, een bekender kleiner eiland is Tortuga. Het exacte verspreidingsgebied verschilt per ondersoort, zie ook de tabel onder ondersoorten. Het totale verspreidingsgebied van alle ondersoorten beslaat de eilanden Española, Fernandina, Genovesa, Isabela, Pinta, Pinzon, San Cristóbal, Santa Cruz en Santiago.
De Galapagoseilanden hebben een vulkanische oorsprong en zijn bedekt met lavarotsen. De Galapagoseilanden zijn een relatief geïsoleerde groep en zijn ongeveer 1550 kilometer van de kust van Ecuador gelegen, waar ze staatkundig gezien ook toe behoren. De eilanden zijn door vulkanisme ontstaan in de zee en hebben zich niet afgesplitst van een landmassa, zoals bij andere eilanden het geval is. Het eiland Madagaskar bijvoorbeeld zat volgens geleerden 160 miljoen jaar geleden aan oostelijk Afrika en India gehecht, maar heeft zich later losgemaakt, eerst van Afrika en vervolgens van India. De flora en fauna van Madagaskar vinden hun oorsprong dus van het schiereiland India, 88 miljoen jaar geleden. De planten en dieren op de Galapagoseilanden zijn hier echter op eigen beweging terechtgekomen. Vermoed wordt dat de zeeleguaan zich heeft ontwikkeld uit leguanen die voorkomen in het noorden van Zuid-Amerika. Ze hebben zich waarschijnlijk verplaatst naar de Galapagoseilanden door mee te liften op drijvende planten.

## Uiterlijke kenmerken

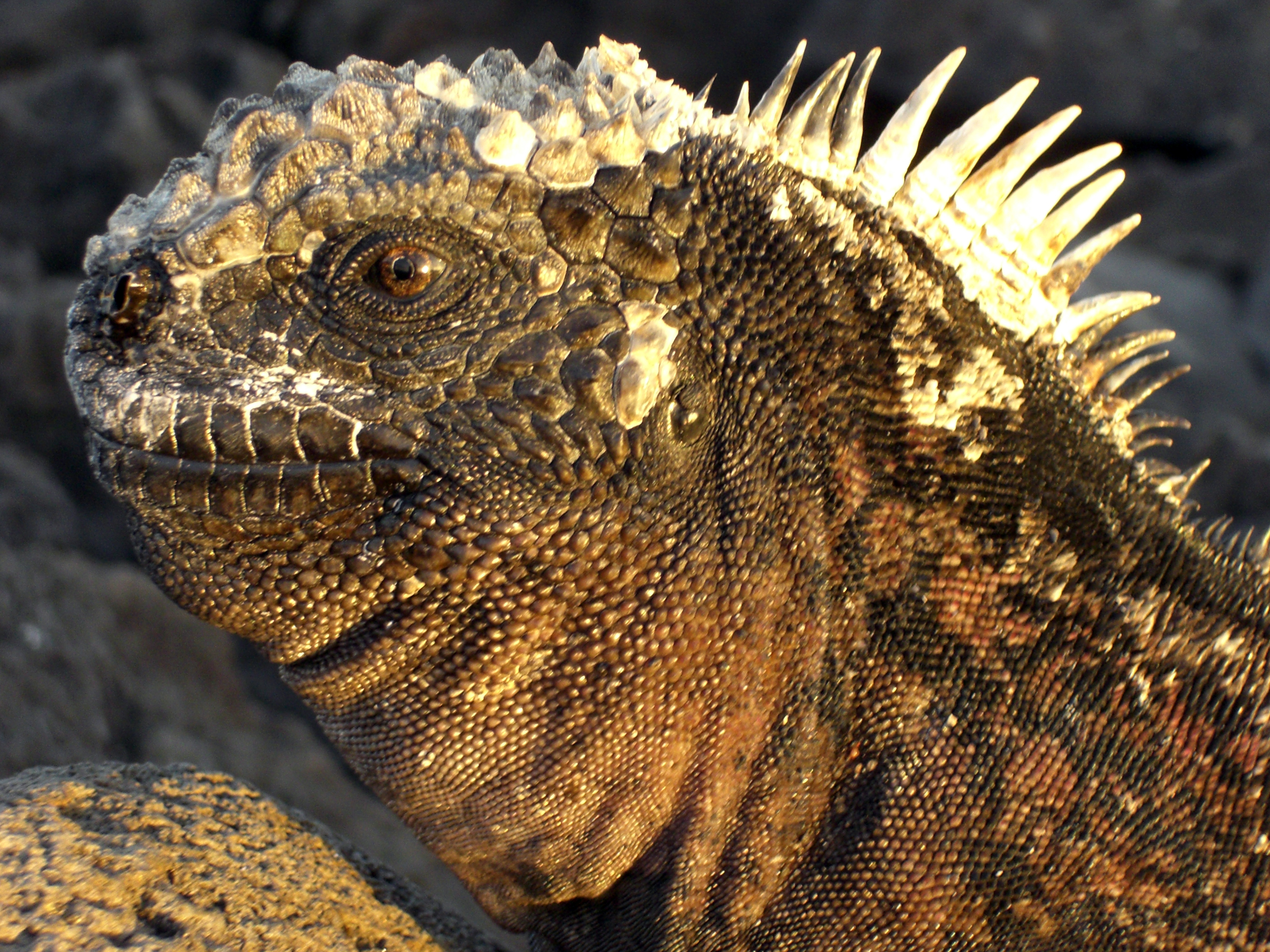
Kopprofiel van de zeeleguaan

De zeeleguaan bereikt een maximale lichaamslengte tot 1,75 meter inclusief staart. De meeste exemplaren blijven echter kleiner en worden ongeveer 1,4 meter lang, de mannetjes zijn duidelijk groter dan de vrouwtjes. Zo'n 60 procent van de lichaamslengte bestaat uit de lange staart. De lichaamskleur is zwart, de buikzijde is lichter tot wit, de kleur verandert echter naarmate de leguaan ouder wordt. De kleur wordt dan grijzer en de huid van sommige ondersoorten zoals Amblyrhynchus cristatus venustissimus van het eiland Española vertoont rode vlekken.
Het lichaam is typisch leguaan-achtig: een driehoekige kop, zijdelings afgeplat lichaam, een duidelijke rugkam en een lange staart. De leguaan heeft een stevige lichaamsbouw en kan een gewicht bereiken van meer dan 15 kilo.
De kop is driehoekig van vorm en relatief stomp in vergelijking met andere leguanen. De stompe kop dient om het voedsel, dat bestaat uit algen, van de rotsen te kunnen schrapen. Met een puntige kop zou dit niet gemakkelijk zijn, de leguaan heeft daarnaast nog andere aanpassingen die een specialisatie zijn op het bijzondere voedsel; de tanden zijn niet kegelvormig zoals bij andere hagedissen maar hebben een duidelijke gevorkte kroon. Hierdoor kunnen de glibberige algen beter afgegraasd worden.
De kop is voorzien van lage, brede kammen die voor versteviging zorgen, de bovenzijde van de kop is zeer stevig door een aantal verharde knobbels. De kop wordt door de mannetjes gebruikt om concurrenten te verdrijven door middel van een soort worsteling met de kop.
De zeeleguaan heeft korte, stompe poten met opvallend lange tenen en nagels. Deze dienen om de leguaan te ankeren aan de rotsbodem als onder water naar voedsel wordt gezocht. Zo wordt de leguaan niet met de zeestroming meegevoerd tijdens het zoeken naar voedsel. Vergeleken met de galapagoslandleguaan zijn de pootbotten, vooral die van de voorpoten, zwaarder en compacter (osteosclerose). Dat voorziet in ballast als hulp bij het duiken. De poten worden niet gebruikt om te zwemmen, bij het zwemmen wordt het lichaam slang-achtig heen- en weer bewogen om vooruit te komen, de poten worden hierbij tegen het lichaam gehouden.
De poten worden ook gebruikt om een nestgang te graven voor het afzetten van de eieren, zie ook onder voortplanting.

## Levenswijze

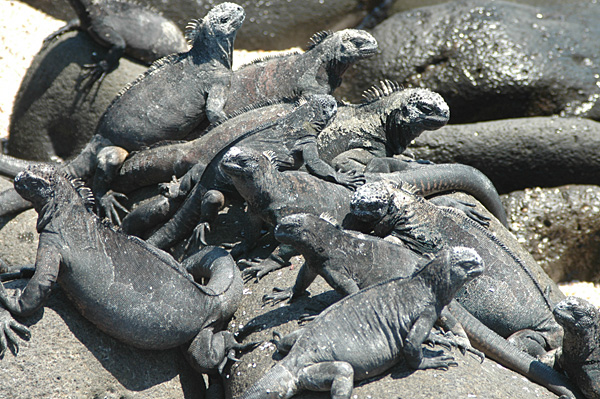
Een groep zonnende zeeleguanen

Zeeleguanen leven in grote groepen op vulkanische rotsen langs de kust. Op de diverse eilanden komen geïsoleerde ondersoorten voor, die zich met name onderscheiden door de kleurverschillen. De ondersoorten komen alleen op de dertien grote en zeven kleinere eilanden van de eilandengroep voor. Ondanks dat zeeleguanen zowel normaal als onder water kunnen zwemmen, is de afstand tussen de eilanden kennelijk zo groot dat uitwisseling zeldzaam is, gezien het bestaan van de ondersoorten. Het was onder meer de evolutie van zeeleguanen door de geïsoleerde populaties in diverse ondersoorten, die Charles Darwin inspireerde tot zijn evolutietheorie.
De zeeleguaan is dagactief, als het dier niet eet wordt bij helder weer een zonnebad genomen om weer op te warmen voor een duik in het water. Er zijn maar weinig andere hagedissen die regelmatig in het water vertoeven. Uitzonderingen zijn wateragamen en basilisken die echter hun habitat hebben langs de oevers van zoetwaterrivieren.
's Nachts schuilen de leguanen in holen en in spleten tussen de rotsen. Ook bij slecht weer wordt geschuild, het is dan vanwege hun koudbloedigheid te koud om zich snel te kunnen bewegen. De schuilplaatsen zijn altijd wat hoger gelegen zodat ze niet kunnen onderlopen bij vloed.

### Voortplanting en ontwikkeling

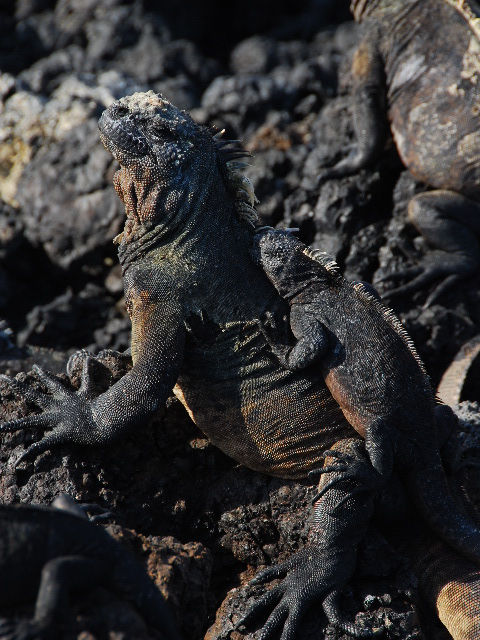
Kleinere exemplaren hebben niets te vrezen van adulte dieren, de zeeleguaan is niet kannibalistisch

In december en januari begint de paartijd, de mannetjes bakenen een territorium af dat ze fel verdedigen. Indringers worden weggejaagd door deze met de kop weg te duwen. Het is een gevecht op punten dat doet denken aan worstelen; het gevecht is binnen enkele uren over als een van de dieren afdruipt. Slechts als twee exemplaren van dezelfde sterke elkaar tegenkomen kunnen ze elkaar lange tijd bevechten. Dergelijke gevechten kunnen dagen achter elkaar duren, wel worden korte pauzes ingelast. De mannetjes die een dergelijk gevecht aangaan hebben niet zelden een bebloede kop.
Binnen het territorium van een mannetje kunnen de vrouwtjes zich vrij bewegen, vaak vormen de vrouwtjes kleine groepjes, harems, rond een mannetje. Het mannetje paart met beurtelings verschillende wijfjes, bij de paring knikt het mannetje met zijn kop en pakt het vrouwtje vast door met zijn bek in haar nek te bijten.
De eieren worden ondergronds afgezet in het zand, en worden door de zonnewarmte uitgebroed. Als de eieren zich voldoende hebben ontwikkeld, graaft het vrouwtje een nestgang die tot 80 centimeter lang kan zijn. Aan het einde van de gang wordt een kleine kamer gegraven en hierin worden de eieren afgezet. De zeeleguaan produceert één ei tot maximaal zes eitjes per jaar. De eieren zijn wit van kleur en zijn relatief groot, de afmetingen zijn ongeveer 8,5 bij 4,5 centimeter.
De gang wordt gegraven in het zand op een wat hoger gelegen locatie zodat ze niet kunnen worden bedekt door het zeewater, de nesten kunnen tot meer dan 300 meter landinwaarts worden aangetroffen. Het graven van een nestgang is een hachelijke zaak; er zijn waarnemingen gedaan van nestgangen die die tijdens het graven instortten waarbij de zich ondergronds bevindende vrouwtjes werden bedolven en stikten. Als meerdere vrouwtjes tegelijkertijd aan het graven zijn, kan het voorkomen dat het ene vrouwtje de nestgang van het andere vrouwtje dichtgooit. Als een vrouwtje erin geslaagd is de eieren af te zetten wordt de gang afgedekt met zand. Het vrouwtje blijft haar nest bewaken, om te voorkomen dat andere vrouwtjes op dezelfde plaats hun eigen gang maken en zo onbedoeld de eitjes van andere vrouwtjes opgraven. Gedurende deze tijd kunnen ze niet eten waardoor ze er uitgemergeld uitzien. Het duurt meer dan drie maanden eer de eieren uitkomen en de juvenielen tevoorschijn komen.
De jonge zeeleguanen lijken al direct op hun ouders, al zijn ze een stuk slanker. In tegenstelling tot andere hagedissen hebben de jongen niets te vrezen van de volwassen leguanen, de zeeleguaan is niet kannibalistisch. Uit het ei zijn de jongen ongeveer 23 centimeter lang met de staart inbegrepen. Ze hebben vele vijanden, van grote vissen zoals haaien tot slangen en vogels als meeuwen en buizerds. De jongen leiden een totaal ander leven; ze gaan bijvoorbeeld nooit de zee in. Ze eten al wel zeewier, maar ze halen dit in de zogenaamde supralittorale zone, dit is het deel van het strand dat boven de hoogwaterlijn ligt. Hier is veel minder voedsel te vinden dan op de zeebodem, waar de volwassen dieren hun voedsel halen. Het heeft echter als voordeel dat de volwassen exemplaren geen voedselconcurrenten zijn van hun eigen jongen.
De juvenielen nemen ook nooit een zonnebad, ze zouden dan gemakkelijk van de rotsen geplukt kunnen worden door vogels. De jonge leguanen schuilen in rotsspleten, en verkrijgen een hogere lichaamstemperatuur door de warmte die van de lavarotsen afstraalt.

### Voedsel

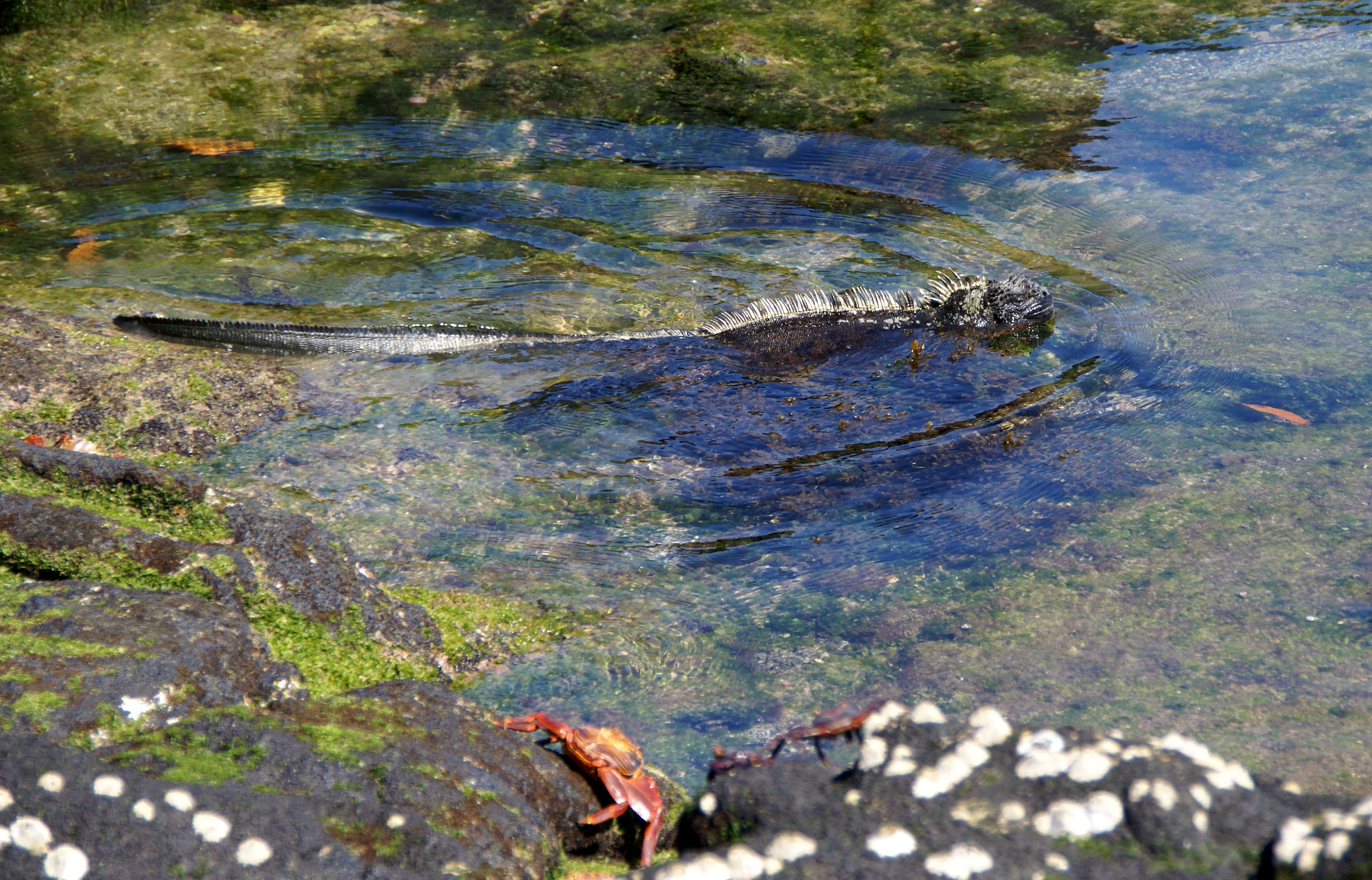
De zeeleguaan haalt zijn voedsel uit de zee

Zeeleguanen zijn de enige hagedissen die hun voedsel uitsluitend verkrijgen uit de zee. Ze leven van zeewier en algen die ze letterlijk van rotsblokken op de bodem van de zee grazen. Omdat reptielen koudbloedig zijn, moeten ze om te kunnen zwemmen eerst opwarmen; een te veel afgekoelde leguaan kan in het water niet meer zwemmen en zal verdrinken. Bovendien is de leguaan door de trage motoriek kwetsbaarder voor predatoren. De ideale lichaamstemperatuur voor een duik is ongeveer 38 tot 40 graden Celsius.
Andere hagedissen, zoals varanen en leguanen, struinen soms stranden af op zoek naar voedsel maar ze begeven zich nooit in de zee.
De zeeleguaan eet algen die op de rotsen groeien, de jonge dieren wagen zich slechts langs de waterlijn maar de volwassen exemplaren eten de algen van rotsen op de bodem van de zee. De zeeleguaan kan hierbij meters diep duiken en tientallen minuten onder water blijven tijdens een duik. Een duik duurt gemiddeld enkele minuten en kan oplopen tot 15 tot 20 minuten maar de leguaan kan als het moet veel langer onder water blijven. Een exemplaar dat werd verzwaard en in zee werd gegooid in een poging het te verdrinken werd na een uur weer boven water gehaald en bleek nog te leven.
De maximaal gemeten diepte tijdens een duik is 12 meter. In de regel duiken veel dieren nooit dieper dan 4,5 meter. In diepere wateren zijn de leguanen kwetsbaar voor aanvallen van haaien. De zeeleguaan moet echter wel tot enige diepte onder de laagwaterlijn duiken om de algen te bereiken, aangezien deze niet in de getijdenzone groeien. Omdat de meeste dieren dicht bij de kust duiken staan ze bloot aan de golven tijdens het eten, de zeeleguaan gebruikt de lange nagels om zich aan de rotsige ondergrond vast te haken.
De zeeleguaan is niet het enige reptiel dat vegetarisch is, maar wel een van de weinige soorten die ook als juveniel al planten eet. De meeste plantenetende reptielen, zoals de soepschildpad (Chelonia mydas) en de groene leguaan (Iguana iguana), eten als ze nog klein zijn voornamelijk levende prooidieren. Pas later schakelen ze steeds meer over op planten en worden dierlijke prooien genegeerd, de zeeleguaan echter is van jongs af aan alleen geïnteresseerd in planten.
Er is wel beschreven dat de zeeleguaan ander voedsel opneemt, zo is bekend dat soms rauw geitenvlees en granen (rijst) worden geaccepteerd. Ook is beschreven dat de placenta van zeehonden wordt gegeten.
Omdat de leguaan zijn voedsel uit de zee haalt en ook zeewater binnenkrijgt, worden grote hoeveelheden zout opgenomen, wat een aanslag op de nieren zou betekenen. De leguaan heeft echter zoutklieren die een groot deel van het zout afscheiden. De leguaan schiet deze zoutafscheidingen af door ze uit de neusopening te blazen. Dergelijke zoutklieren komen bij andere hagedissen niet voor, zoutklieren zijn wel bekend bij krokodilachtigen en sommige schildpadden.
Als er te weinig voedsel is, kan de zeeleguaan lange tijd op de reserves teren. Een opmerkelijke eigenschap van zeeleguanen is dat ze bij voedselschaarste niet alleen dunner, maar ook korter worden; de ruggengraat van de dieren krimpt een klein stukje. Normaal gesproken worden dieren alleen kleiner door evolutie (over zeer veel generaties), maar zeeleguanen kunnen gedurende hun leven diverse keren kleiner en weer groter worden afhankelijk van het voedselaanbod. Een kleiner lichaam heeft bij voedseltekort als voordeel dat het voedselrendement hoger wordt.

### Vijanden

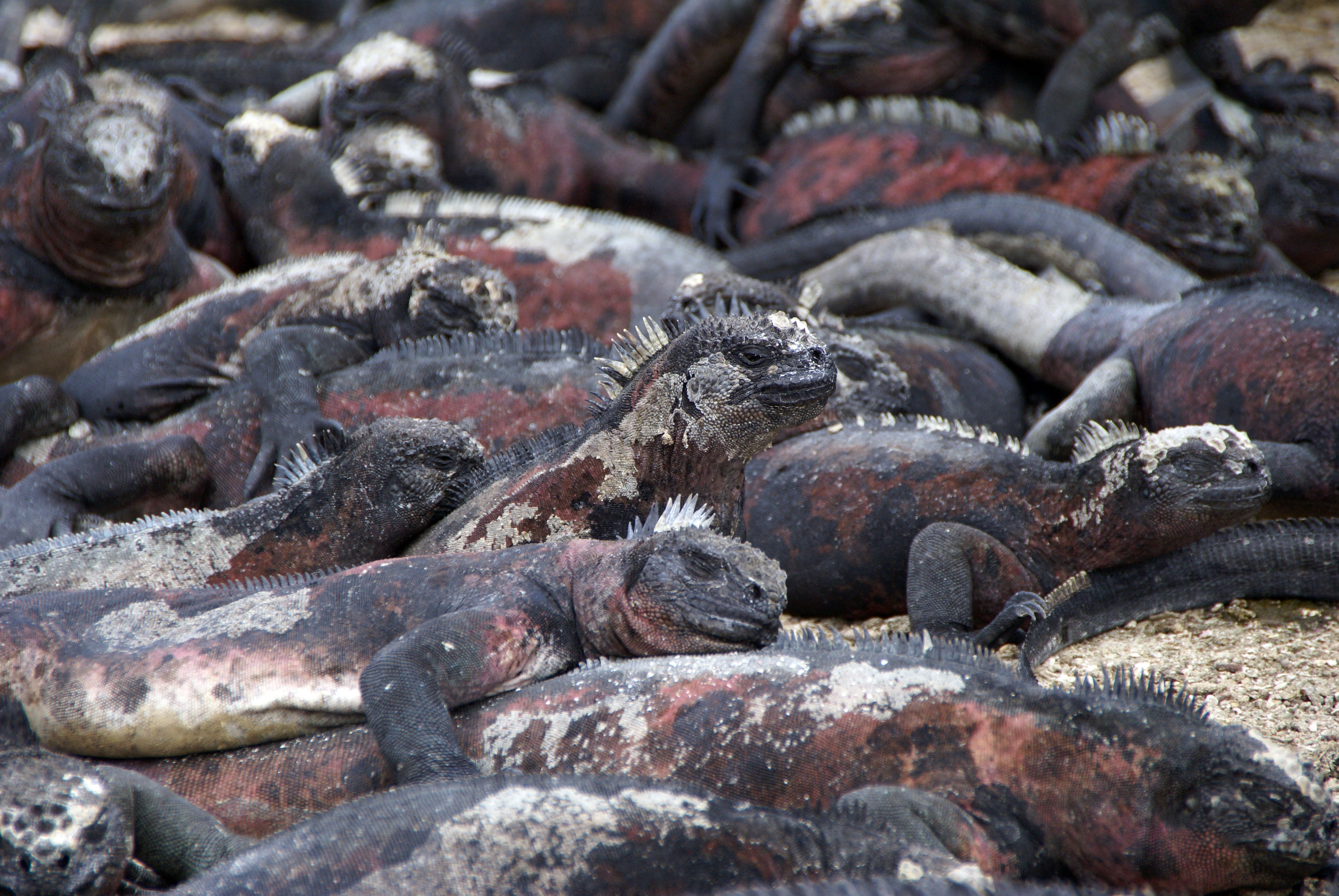
Omdat de zeeleguaan in kolonies leeft is de soort kwetsbaar

De zeeleguaan heeft, eenmaal volwassen, geen natuurlijke vijanden op de eilanden waar het dier voorkomt, als de leguaan zich op het land bevindt. Veel oorspronkelijke landdieren die zich op een leven in het water hebben aangepast, zoals schildpadden en zeehonden, vluchten onmiddellijk het water in bij onraad. De zeeleguaan doet dit echter niet en als een leguaan in het water wordt gegooid, zwemt hij zelfs zo snel mogelijk terug naar het land. Dit is te verklaren doordat de zeeleguaan op het land geen natuurlijke predatoren heeft, maar in het water door haaien wordt belaagd. Bovendien koelt de leguaan in het water af waardoor de motoriek veel trager wordt.
De zeeleguaan wordt voornamelijk bedreigd door de mens, zowel indirect als direct. De soort wordt gewaardeerd om de huid zodat deze tot leer kan worden verwerkt. In het verleden zijn vele populaties gedecimeerd en enkele zijn uitgeroeid. Door beschermende maatregelen zijn de huidige kolonies stabiel. De zeeleguaan heeft geen enkele angst voor de mens en dit is veel dieren fataal geworden. Andere hagedissen zijn zeer snel en vluchten direct bij gevaar, leguanen klimmen bijvoorbeeld vaak in bomen. De zeeleguaan echter kent geen vluchtgedrag en kan hierdoor simpelweg worden 'geraapt'.
Omdat de vijanden zich in zee bevinden heeft de leguaan op het land geen vluchtreflex meer. Dit maakt de dieren kwetsbaar voor door de mens meegenomen huisdieren, zoals honden en katten. Deze kunnen een ware slachting aanrichten in de populaties. Andere door de mens geïntroduceerde dieren als ratten en varkens zijn voor de volwassen leguanen geen gevaar maar graven de nesten met eieren op.
Iemand die veel onderzoek heeft gedaan naar de zeeleguaan is de Oostenrijkse etholoog Irenäus Eibl-Eibesfeldt. Eibl-Eibesfeldt heeft daarnaast een aantal ondersoorten van de zeeleguaan wetenschappelijk beschreven en heeft ook veel gedaan om de fauna van de Galapagoseilanden te beschermen. Eibl-Eibesfeldt zei eens over zijn eerste ontmoeting met een kolonie van de zeeleguaan: ... ik voelde me duizenden jaren teruggeplaatst in de tijd, dat er op onze aarde nog draken heersten. De zeeleguaan werd ook door Charles Darwin eens beschreven. Darwin had niet veel op met de leguaan en noemde het dier onhandig en walgelijk (clumsy en disgusting).

## Naamgeving en taxonomie
De zeeleguaan werd voor het eerst in 1825 wetenschappelijk beschreven door Thomas Bell. De geslachtsnaam van de leguaan is ook beschreven als Hypsilophus en Oreocephalus. De soortnaam cristatus betekent 'gekamd' en slaat op de stekelige rugkam.
De zeeleguaan lijkt uiterlijk sterk op de galapagoslandleguaan (Conolophus subcristatus), die eveneens op de Galapagoseilanden voorkomt en ook een planteneter is. Waarschijnlijk stamt de zeeleguaan af van eenzelfde voorouder als de soorten uit het geslacht Ctenosaura. Waar de zeeleguaan de zee heeft opgezocht zijn de Ctenosaura- soorten uitgesproken landbewoners.

### Ondersoorten
Er worden tegenwoordig twaalf ondersoorten erkend, inclusief vijf soorten die pas in 2017 voor het eerst wetenschappelijk zijn beschreven. In veel literatuur wordt hierdoor een lager soortenaantal aangehaald.
De ondersoorten verschillen in verspreidingsgebied maar ook in kleur en lichaamslengte. De ondersoort Amblyrhynchus cristatus nanus wordt bijvoorbeeld veel kleiner dan Amblyrhynchus cristatus albemarlensis. De ondersoort Amblyrhynchus cristatus venustissimus, die voorkomt op Española, is in vergelijking met de andere ondersoorten uitzonderlijk bont gekleurd.
| Ondersoorten van de zeeleguaan   | Ondersoorten van de zeeleguaan                                                                                                | Ondersoorten van de zeeleguaan  | Ondersoorten van de zeeleguaan                                          |
| Afbeelding                       | Ondersoort | Verspreiding                    | Kenmerken                                                               |
| -------------------------------- | --- | ------------------------------- | ----------------------------------------------------------------------- |
|                                  | Amblyrhynchus cristatus albemarlensis Eibl-Eibesfeldt, 1962                                                                   | Isabela                         | De grootste ondersoort (tot 175 cm), donkergrijs van kleur.             |
|                                  | Amblyrhynchus cristatus cristatus Bell, 1825                                                                                  | Fernandina                      | Grote ondersoort met een donkergrijze kleur.                            |
|                                  | Amblyrhynchus cristatus godzilla Miralles, Macleod, Rodríguez, Ibáñez, Jiménez-Uzcategui, Quezada, Vences, Steinfartz, 2017   | San Cristóbal                   | -                                                                       |
|                                  | Amblyrhynchus cristatus hassi Eibl-Eibesfeldt, 1962                                                                           | Santa Cruz                      | Grote, donkergrijze ondersoort.                                         |
| Plaats uw zelfgemaakte foto hier | Amblyrhynchus cristatus hayampi Miralles, Macleod, Rodríguez, Ibáñez, Jiménez-Uzcategui, Quezada, Vences, Steinfartz, 2017    | Marchena                        | -                                                                       |
| Plaats uw zelfgemaakte foto hier | Amblyrhynchus cristatus jeffreysi Miralles, Macleod, Rodríguez, Ibáñez, Jiménez-Uzcategui, Quezada, Vences, Steinfartz, 2017  | Isla Wolf, Darwin, Roca Redonda | -                                                                       |
|                                  | Amblyrhynchus cristatus mertensi Eibl-Eibesfeldt, 1962                                                                        | Santiago, San Cristóbal         | Middelgrote ondersoort, grijs van kleur.                                |
|                                  | Amblyrhynchus cristatus nanus Garman, 1892                                                                                    | Genovesa                        | Kleinste ondersoort, geheel zwart van kleur.                            |
| Plaats uw zelfgemaakte foto hier | Amblyrhynchus cristatus sielmanni Eibl-Eibesfeldt, 1962                                                                       | Pinta                           | Middelgrote ondersoort.                                                 |
| Plaats uw zelfgemaakte foto hier | Amblyrhynchus cristatus trillmichi Miralles, Macleod, Rodríguez, Ibáñez, Jiménez-Uzcategui, Quezada, Vences, Steinfartz, 2017 | Santa Fe                        | -                                                                       |
|                                  | Amblyrhynchus cristatus venustissimus Eibl-Eibesfeldt, 1962                                                                   | Española                        | Grotere ondersoort, veel exemplaren hebben rode vlekken op het lichaam. |
| Plaats uw zelfgemaakte foto hier | Amblyrhynchus cristatus wikelskii Miralles, Macleod, Rodríguez, Ibáñez, Jiménez-Uzcategui, Quezada, Vences, Steinfartz, 2017  | Rábida, Santiago                | -                                                                       |

Amblyrhynchus · Brachylophus · Cachryx · Conolophus · Ctenosaura · Cyclura · Dipsosaurus · Iguana · Sauromalus